# Sverige i olympiska vinterspelen 1932
Sverige vid Olympiska vinterspelen 1932.

## Medaljer

### Guld
- Sven Utterström, skidor 18 km

### Silver
- Axel Wikström, skidor 18 km
- Gillis Grafström, konståkning, herrar.

### Brons
Ingen medaljör

## Övriga svenska placeringar
- 4 Sven Eriksson, backhoppning
- 5 Sven Eriksson, nordisk kombination
  - Vivi-Anne Hultén, konståkning, damer
- 6 Sven Utterström, skidor 50 km
- 8 John Lindgren, skidor 50 km